# Дьяковское
Дьяко́вское (Дьяково) — бывшая деревня, вошедшая в состав Москвы при её расширении в 1960 году. Располагалась на южной территории современного музея-заповедника Коломенское.

## Происхождение названия
Возможно, название Дьяковское происходит от дьяка князя Владимира Андреевича Серпуховского (Храброго), который управлял сёлами и имел здесь двор.

## История
Название села Дьяково (Дьяковское) очень известно среди археологов и историков, рядом с селом находится высокий, пирамидальной формы, холм — «Дьяково городище». Здесь находилось поселение древнего человека, укрепленное валами и рвами. Дьяковское городище, археологическое изучение которого началось ещё во второй половине XIX века, дало название целой археологической культуре — дьяковской, занимавшей в древности обширные пространства Волго-Окского междуречья.
Древние поселенцы Дьяковского были, по всей видимости, финно-уграми по языку и занимались скотоводством, земледелием, охотой, рыболовством. В состав стада поселенцев входили в основном свиньи, лошади, крупный рогатый скот и мелкий рогатый скот. Промысловыми животными были бобр, лось, медведь, кабан, куница и барсук. На городище активно развивались обработка металлов и гончарное ремёсла.
В XI—XIII веках Дьяково городище было занято поселением славян, которое существовало, видимо, до монгольского нашествия. Позднее люди здесь уже не селились, а поселение было перенесёно севернее.
Село Дьяковское располагалось на высоком правом берегу Москвы-реки. С севера оно было отгорожено от села Коломенское Голосовым оврагом.

### Дьяковское в XIV—XVI веках
Сёла Коломенское и Дьяковское находились совсем рядом, но в Духовных грамотах Ивана Калиты 1336 и 1339 гг. о Дьяковском упоминаний нет, видимо его в то время ещё не существовало. Отсюда можно сделать вывод о том, что село возникло между 1339 и 1400 годами.
В 1401 году село упоминается уже как существующее, следовательно, само оно и его название возникли раньше. Дьяковское впервые упоминается в духовной грамоте князя Владимира Андреевича, двоюродного брата Дмитрия Донского, завещавшего сёла своей жене Елене Ольгердовне, дочери великого князя литовского Ольгерда. В завещании князь говорил:
А дети мои в материн удел и в села и что из уделов села подавал есмь своей княгини, не вступаются ни каковыми делами, и в Медкино село с деревнями и в Дьяковское село с деревнями.
С этого времени Дьяковское находилось в постоянном «опричном» владении московских княгинь.
Встречающийся в этом документе термин — «село» говорит о том, что Дьяковское в этот период было крупным поселением и было административным центром округи, куда, по всей видимости, входило несколько деревень.
В середине XV века жена великого московского князя Василия Тёмного — Мария Ярославна выменяла Дьяковское у своей тётки княгини Василисы, и завещала отдать его сыну — будущему великому князю Ивану III. В 1447 году в «Докончании великого князя Василия Васильевича с князем Серпуховским и Боровским Василием Ярославичем» наряду с Коломенским говорится о селе Дьяковском уже как о владении великого князя.

### Дьяковское в XVII—XIX веках
Археологические исследования, проведённые на территории села и изучение письменных источников показали, что в 1662 году происходило переселение крестьян. Сады требовали под своё размещение специально подобранных условий: почвы, микроклимата, наклона склона, отношения к сторонам света и других. Этим условиям полностью соответствовал южный склон оврага, где и находилось Дьяковское, поэтому в 1662 году село было перенесено на новое место вдоль Москвы-реки.
В Государевых садах росли яблони, груши, дули (сорт груш), белые и красные вишни, крыжовник, красная и чёрная смородина, сливы, грецкие орехи, малина. Из овощей культивировались капуста, огурцы, редька, петрушка, свёкла, шпинат, кресс-салат.
В писцовых книгах Ивана Офросимова (1675—1677) отмечено:
...на тяглом крестьянском дворе поставлено государевых хором две избушки, а в них ценинные печи. Двери и окошки в обеих избушках обиты красным сукном. Ворота створчатые, избушки и ворота крыты тёсом. Около двора четыре шалаша стрелецких.
Для стрельцов постоянно покупали продукты, хлеб и калачи.
Государев сад был размером 170 на 121 сажень и состоял из 1160 яблонь, 12 гряд красной смородины, полторы десятины красной вишни.
Во время раскопок археологом В. И. Сизовым (в конце XIX века) на территории Дьяковского была обнаружена часовня, построенная из крупных кирпичей, предположительно, в XVII веке и украшенная полихромными изразцами.
Основную часть жителей Дьяковского составляли крестьяне, работавшие на пашне. Другую часть жителей села составляли «бобыли», у которых не было возможности содержать семью. В селе находились и церковные дворы местного храма: священников, дьякона, пономаря, церковного сторожа. Эти дворы, как правило, находились на государевом довольствии, которое выплачивалось не слишком регулярно и поэтому нередко заменялось предоставлением земельных угодий: пашни, сенокосов и пастбищ, которые они использовали для своих нужд. Однако природные условия не способствовали пашенному земледелию. И поэтому с середины XVII века цари заводят здесь садовое хозяйство, которое обслуживали специально выделенные из тягловых крестьян садовники. Самое древнее упоминание о них в Дьяковском обнаружено на двух белокаменных надгробиях, найденных на Дьяковском кладбище. Надпись на одном из них гласит:
Лета 7157 (1649) генваря 2 день преставися раб божий Филипп Кирилов государев садовник.
Рядом находилось надгробие его жены — дочери крестьянина Кирилла Пантелеева, умершей двумя годами позже.
А в переписных книгах 1676—1677 годов упоминается целый ряд лиц, пришедших в Дьяковское из других районов, иногда весьма отдаленных. Среди них: Якушка Родионов — из деревни Кожухово, Васька Данилов — из подмосковного Озерецкого, Мишка Яковлев — из Белоруссии, Пронька Яковлев — из Тотьмы.
По соседству с крестьянскими домами находились Потешный и Конюшенный государевы дворы, являвшиеся как бы филиалами дворцовых построек в Коломенском. Здесь же были поставлены небольшие государевы хоромы, нередко использовавшиеся царем Алексеем Михайловичем. Сохранилось описание з документов того времени:
Государевых хором две избушки поземные, а в их печи ценинные, двери и окошки в обоих избушках обиты красным сукном, ворота створчатые, избушки и ворота крыты тесом, около двора четыре шалаша стрелецкие.
Дьяковское было достаточно зажиточным селом, о чём говорит богатое оформление домов, украшенных резьбой, наличниками и подзорами, а во многих домах имелись изразцовые печи.
Археологические исследования показали, что в домашнем строительстве сёл Коломенского и Дьяковского были использованы дверные ручки, замки, ключи, дверные накладки и прочее из деревянного дворца царя Алексея Михайловича (ныне отстроенный заново), скупленные крестьянами при разборке памятника во второй половине XVIII века.
На крутом склоне Дьяковского холма расположен памятник эпохи Ивана Грозного — Церковь Усекновения главы Иоанна Предтечи в Дьякове.
Из книги «Выходы Великихъ Государей» за 1844 год:
Выходы царя Алексъя Михайловича въ село Дьяково, въ день праздника 1661 г., августа въ 29 день слушалъ государь всеношнаго въ селъ Коломенскомъ, въ церкви Iоанна Предтечи. Объдни Государь слушалъ у праздника жъ, въ той же церкви. —1664 г. августа въ 29 день, слушалъ великій государь всеношнаго въ сель Коломенскомъ, въ хоромахъ, въ комнатномъ платьъ. Того жъ дни слушалъ великій государь объдни у праздника Iоанна Предтечи въ селъ Дьяковъ. —1665 и 1667 гг., августа въ 29 день великій государь слушалъ всеношнаго и объдни у праздника въ селъ Дьяковъ. — 1671 г., августа въ 29 день слушалъ объдни въ той же церкви. — 1679 г., августа въ 29 день слушалъ великій государь Федоръ Алексъевичъ всеношнаго бдъния и божественной литургіи въ церкви Iоанна Предтечи, въ селъ Дьяковъ.
В последнее десятилетие XVII века церковью пользовались как жители сёл Дьяковское и Коломенское, так и жители отдалённых деревень, таких как Чёрная Грязь (Царицыно). При храме находилось кладбище, где многие из могильных надгробий являлись произведением русского камнерезного искусства XVII—XIX веков. Кладбище снесено в период подготовки к летней олимпиаде в Москве (1980).
Есть предположение, что до храма Усекновения главы Иоанна Предтечи здесь стояла другая церковь.

### В составе Москвы
В 1960 году деревня и близлежащая территория вошли в состав Москвы, в 1971 году были отнесены к музею-заповеднику Коломенское. В середине 1970-х, в рамках подготовки к Олимпиаде, село было большей частью расселено, а с кладбища перенесена большая часть захоронений. Последние жители Дьяковского покинули село в 1990-х годах. Название частично сохранено в названии улиц 1-й и 2-й Дьяково-Городище.
4 сентября 2010 года Юрий Лужков открыл воссозданный дворец царя Алексея Михайловича в Коломенском.